# Bisdom Santa Cruz do Sul
Het bisdom Santa Cruz do Sul (Latijn: Dioecesis Sanctae Crucis in Brasilia) is een rooms-katholiek bisdom met als zetel Santa Cruz do Sul, in Brazilië. Het bisdom is suffragaan aan het aartsbisdom Santa Maria.

## Geschiedenis
Het bisdom werd opgericht op 20 juni 1959, uit delen van het Porto Alegre, en was ook suffragaan aan het aartsbisdom Porto Alegre. Op 13 april 2011 veranderde het van kerkprovincie en werd suffragaan aan het nieuw verheven aartsbisdom Santa Maria. 

## Parochies
Het bisdom had in 2020 een oppervlakte van 15.691 km2 en telde 695.205 inwoners waarvan 75,0% rooms-katholiek was.

## Bisschoppen
- Alberto Frederico Etges (1 Aug 1959 - 27 Jun 1986)
- Aloísio Sinésio Bohn (27 Jun 1986 - 19 May 2010)
- Canísio Klaus (19 May 2010 - 20 Jan 2016)
- Aloísio Alberto Dilli (13 Jul 2016 - heden)

Santa Maria (aartsbisdom) · Cachoeira do Sul · Cruz Alta · Santa Cruz do Sul · Santo Ângelo · Uruguaiana